# إلسي كاميرون كوربيت
كانت إلسي كاميرون كوربيت (1893-1977) سائقة سيارة إسعاف متطوعة ومتبرعة رئيسية لمستشفى النساء الإسكتلندي في الحرب العالمية الأولى في صربيا، وكانت سجينة حرب في عام 1916 وفازت بميداليات من الحكومتين البريطانية والصربية. كانت أيضًا حاكمة صلح، ومن كبار المدافعين عن حق النساء في التصويت، ومؤيدة لحركة الاعتدال وكاتبة فولكلورية وكاتبة يوميات.

## عائلتها وبداية حياتها
ولدت الأونورابل إلسي كاميرون كوربيت في تشيلسي، لندن بتاريخ 4 فبراير، 1893. كانت الابنة الوحيدة لأرشيبالد كوربيت، بارون رولان الأول، فاعل خير وسياسي، وباني ومالك أرض، وكانت والدتها أليس بولسون، ابنة مؤسس طحين الذرة «براون وبولسون»، وهي تنحدر أيضًا من عائلة ليبرالية ومحبة لفعل الخير. تزوج والداها في سبتمبر 1887 في سكيلمورلي بجانب غوروك، وانتقلا لاحقًا بعد عام إلى تشيلسي حيث ولدت إلسي طفلتهما الأولى في عام 1893.
ظهرت إلسي كوربيت في سن الثمانية أشهر في تجمع سياسي مع والديها، وظهر ذلك في الأخبار. كانت إلسي كوربيت في منزلها في 26 هانز بليس، تشيلسي في الإحصاء السكاني لعام 1901. توفيت والدتها أليس متأثرة بإنتان دموي في عام 1902 عندما كان عمر ابنتها تسع سنوات، وتلقت تعليمها في المنزل على يد مربية ثم ذهبت بعد ذلك لتكمل تعليمها بشكل خصوصي في بروكسيل. كان من المفترض أن ترث إلسي كوربيت جزءًا من ممتلكات جدتها من جهة والدتها (ماري بولسون) في عام 1911، بعد أن تم تقديم هدية في ذلك الحين قيمتها 10 آلاف جنيه إسترليني إلى مستشفى غلاسغو سماريتان لبناء «دار أليس ماري كوربيت للرعاية» في عام 1902.
كان لديها أخان هما: توماس غودفري بولسون كوربيت (19 ديسمبر، 1895- 30 نوفمبر، 1977)، الذي ورث لقب رولان، على الرغم من أن إلسي كانت الأكبر، وآرثر كاميرون كوربيت (8 مارس، 1898- 4 نوفمبر 1916)، الذي قتل أثناء المعركة في الحرب العالمية وهو في سن الثامنة عشر.
عاشت مع والدها، في مقاطعة رولان، أيرشاير، وانخرطت بأنشطة «اجتماعية» تقليدية مثل:
- حضور الحفلات الراقصة الرسمية،
- افتتاح المهرجانات المحلية،
- إدخال حصان إلى منافسة مهرجان المقاطعة.[8]

كانت أعمال والدها الصالحة العديدة مثالًا يحتذى به في كوربيت، وأصبحت نائب الرئيس الفخري لقسم النساء والفتيات في الاتحاد المسيحي الإسكتلندي، الذي كان مستقلًا ولكن تابعًا لرابطة الاعتدال النسائية البريطانية. قامت بتمويل نزل إضافي في غلاسغو غرين للفتيات العاملات كي يكونوا قادرين على البقاء حتى صباح اليوم التالي مقابل رسوم منخفضة.

## دعم حق النساء في الاقتراع وخدمة الحرب
دعمت كوربيت ووالدها بشكل علني الاتحاد الوطني لجمعيات حق النساء في الاقتراع (إن يو دبليو إس إس)، إذ أنهما يتمتعان بحرية التصرف بشكل غير تقليدي. رغم أنها أصبحت إحدى أصغر الأعضاء في الاتحاد الإسكتلندي لجمعيات حق النساء في الاقتراع، فرع كيلمارنوك، فقد أصبحت كوربيت الرئيسة الفخرية (1911-1914). قدمت هي ووالدها في إحدى المناسبات المزيد من التمويل لنادي الفتيات العاملات، حيث شاهدوا مسرحية «حق النساء بالاقتراع»، التي كان قد تم تأديتها مسبقًا في أماكن مختلفة، كتبها هنري، زوج الناشطة في حق النساء بالاقتراع مود أرنكليف سينيت.
كان الاتحاد الوطني لجمعيات حق النساء في الاقتراع وراء إنشاء وجمع الأموال لمستشفيات النساء الإسكتلندية المخصصة للخدمات الخارجية التابعة للدكتورة إلسي إنجليس. أصبحت كوربيت واحدة من أقوى الجهات التي تجمع لهم التبرعات ومتبرعة على المدى الطويل للرعاية الصحية في صربيا منذ 1914-1915 حتى فترة طويلة بعد الحرب في عام 1935 وبعدها بوقت طويل.
أصبحت في عام 1914 نائبة رئيس فخرية لمجموعة جمع التبرعات لعربات الإسعاف الآلية «سكوتيش لاسي» للمستشفيات القريبة من الجبهة. ترأست حفلًا لجمع التبرعات، مع المتحدثة الداعمة لحق النساء في الاقتراع تيريزا بيلينغتون-غريغ، وجوقة موسيقية وموسيقيين محليين. كانت كوربيت أيضًا ضيفة المنبر عندما تم حينها التبرع بأكثر من 3000 جنيه إسترليني (بعد أسبوع فقط) لرئيس الصليب الأحمر البريطاني، السيد جورج بيتسون، الذي شرح أهمية هذه المركبات الآلية في نقل القوات المصابة بسرعة أكبر للحصول على العلاج المستعجل.
اتخذت كوربيت في حينها خطوة أخرى غير تقليدية، وذهبت لتتمرن على التمريض في مستشفى كليمارنوك ومستشفى ستوبهيل، (كان اسمه في ذلك الوقت «المستشفى العسكري الإسكتلندي رقم 3») كي تستطيع أن تتطوع بالذهاب إلى مستشفيات النساء الإسكتلندية بنفسها، حيث عملت فيها خلال الفترة بين عامي 1915 و 1919.
قابلت كاثلين نورا ديلون (1877-1958) من أغادا، كورك، على الطريق البحري إلى منطقة الحرب، التي كانت مسؤولة عن وحدة النقل وكانت من الممكن أن تصبح صديقتها مدى الحياة ورفيقتها و«شريكتها». منذ عام 1915، كانت كل من كوربيت وديلان مع رتل الإسعاف التابع للهلال الأحمر الإسكتلندي.